# Clenchiella
Clenchiella is een geslacht van weekdieren uit de klasse van de Gastropoda (slakken).

## Soorten
- Clenchiella bicingulata Ponder, Fukuda & Hallan, 2014
- Clenchiella iriomotensis Ponder, Fukuda & Hallan, 2014
- Clenchiella minutissima (Wattebled, 1884)
- Clenchiella varicosa Ponder, Fukuda & Hallan, 2014
- Clenchiella victoriae Abbott, 1948